# Schrems bei Frohnleiten
Schrems bei Frohnleiten là một đô thị thuộc huyện Graz-Umgebung bang Steiermark, nước Áo. Đô thị Schrems bei Frohnleiten có diện tích 19,25 km², dân số thời điểm cuối năm 2008 là 586 người.